# Уайё
Уайё (фр. Oyeu) — коммуна во Франции, находится в регионе Рона — Альпы. Департамент коммуны — Изер. Входит в состав кантона Вирьё. Округ коммуны — Ла-Тур-дю-Пен.
Код INSEE коммуны — 38287. Население коммуны на 2012 год составляло 915 человек. Населённый пункт находится на высоте от 516 до 771 метров над уровнем моря. Муниципалитет расположен на расстоянии около 450 км юго-восточнее Парижа, 65 км юго-восточнее Лиона, 33 км северо-западнее Гренобля. Мэр коммуны — Жерар Барбье, мандат действует на протяжении 2001—2008 гг.
Динамика населения (INSEE):